# Eugène-Melchior de Vogüé
Pour les articles homonymes, voir Melchior de Vogüé.
Marie-Eugène-Melchior de Vogüé, né le 25 février 1848 à Nice (alors province de Nice du royaume de Sardaigne) et mort le 24 mars 1910 à Paris, est un homme de lettres, diplomate et homme politique français.
Passeur de la littérature et de l'âme russes en France, il est connu comme auteur du Roman russe (1886), recueil d'articles sur les écrivains vedettes russes du XIXe siècle : Alexandre Pouchkine, Nicolas Gogol, Fiodor Dostoïevski et Léon Tolstoï.

## Biographie

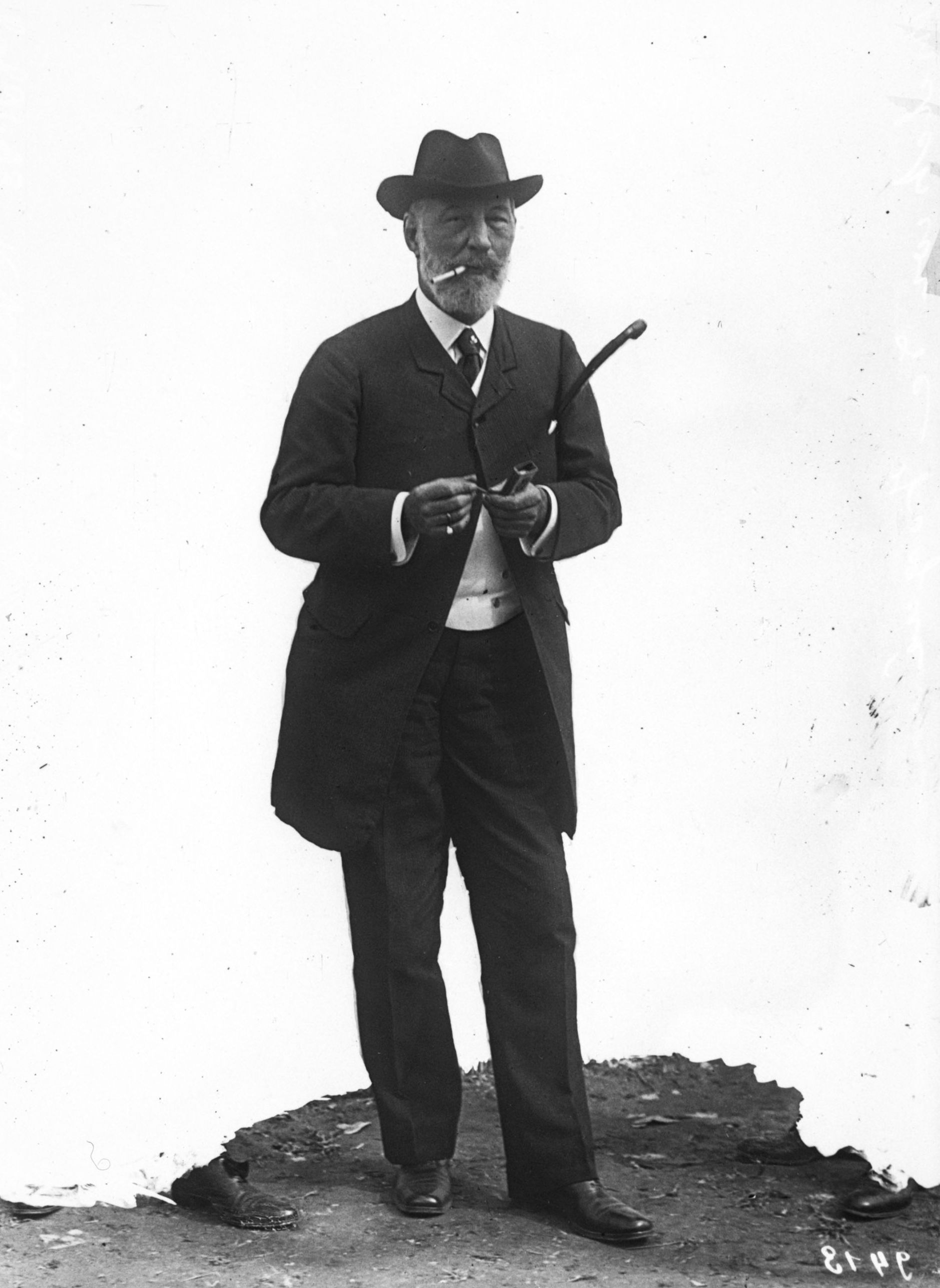
Eugène-Melchior de Vogüé en 1910.

La lignée de noblesse vivaroise d'où est issu le père, Joseph Victoire Raphaël, possède dans la commune de Saint-Clair près d'Annonay (Ardèche), le château de Gourdan, où le "vicomte" Eugène-Melchior de Vogüé passe son enfance. La mère, Christine Henriette Anderson, appartient à une famille écossaise étroitement liée au premier gouverneur général de l'Inde, d'où les prénoms Warren Hastings attribués au grand-père et bien plus tard à un cousin germain d'Eugène-Melchior, futur général britannique. Il est ensuite pensionnaire à Auteuil de 1860 à 1864, puis chez les Dominicains d'Oullins en 1864-1865. Après la vente du château, il s'installe à Paris en 1870, entre deux voyages en Italie et à Londres, le second écourté par la déclaration de guerre. Engagé volontaire, il rejoint le régiment où son cadet, Henri, saint-cyrien, vient d'être nommé sous-lieutenant. Les deux frères sont blessés. Grièvement atteint le 1er septembre 1870, l'officier, évacué de Sedan, ne se remet pas et meurt le 28 janvier 1871. Emmené en captivité, l'aîné revient d'Allemagne le 11 mars 1871, et accompagne bientôt à Constantinople, comme attaché d'ambassade, le cousin germain, Melchior de Vogüé, qui va représenter la France auprès du sultan.
Ses voyages pendant le séjour dans l'Empire ottoman sont retracés dans les textes donnés à la Revue des deux Mondes en 1875 et réunis dans un premier ouvrage, Syrie, Palestine, Mont Athos (1876). Il a alors quitté Constantinople avec le départ de son cousin pour Vienne. Nommé troisième secrétaire d'ambassade, il est adjoint à la mission diplomatique extraordinaire conduite par Ange Georges Maxime Outrey et chargée en 1876, sur fond de rivalité franco-anglaise, d'enquêter au Caire sur la dette égyptienne. Affecté ensuite en Russie, il arrive le 10 janvier 1877 à Saint-Pétersbourg, où il sert sous les ordres de deux ambassadeurs successifs, les généraux Le Flô et Chanzy. C'est l'origine de son mariage le 25 janvier 1878, dans la chapelle du Palais d'hiver, avec Alexandra Annenkoff (1849-1914), fille du général Nicolas Annenkoff (en) (1799-1865), aide de camp de l'empereur, contrôleur général de l'Empire, et sœur du général Michel Annenkoff, créateur du chemin de fer transcaspien. De cette union, naissent quatre fils : Raphaël Esther Henri le 1er septembre 1879 à Tsarskoïe Selo, Raymond Raoul Alexandre le 22 janvier 1881 à Saint-Pétersbourg, Félix Henri Marie le 3 octobre 1882 à Bobrovo, et Raymond Henriette Pierre le 21 janvier 1889 à Paris. Ayant obtenu sa mise en disponibilité, demandée le 25 mars, il quitte Saint-Pétersbourg le 8 mai 1882 pour la propriété ukrainienne de la belle-famille à Bobrovo (ru). Après la naissance du troisième fils, les Vogüé partent pour la France et arrivent à Paris le 17 novembre 1882.
La diplomatie est définitivement abandonnée pour la littérature. Les Histoires orientales ont paru en 1880, mais c'est en 1886 qu'est publiée l'œuvre principale. Le Roman russe révèle à l'opinion française les richesses intellectuelles et spirituelles de la Russie et marque une date importante dans l'histoire littéraire et politique de la fin du XIXe siècle. Ce livre contribue à l'élection à l'Académie française en 1888 de l'auteur tout juste quadragénaire qui y recevra l'ami Paul Bourget en 1894. Le traducteur de plusieurs romanciers devient le premier grand spécialiste français de littérature russe, et notamment l'introducteur de Dostoïevski auprès du public français.
Parlant de la littérature et de la culture russes en France et incitant les Français à tourner leurs regards du côté de la Russie, Vogüé contribua d'une façon colossale au rapprochement franco-russe qui, en 1891, aboutira à l’alliance entre les deux pays. Admirant le conservatisme orthodoxe russe, le vicomte voulait rappeler à la France en crise aussi politique que spirituelle l’ensemble du savoir qui fonde la vie de l’être humain : compatir, aimer, aider et d’autres sentiments issus de la morale chrétienne. Toutes les œuvres de Vogüé sont ainsi imprégnées du désir d’aider la France, de la sauver du désastre spirituel, politique et littéraire. Et c'est la Russie, et elle seule, qui, selon lui, est capable d'aider la France à surmonter les crises qu'elle vit. Patriote russophile et conservateur libéral nostalgique de l'Ancien Régime, Vogüé voit en la Russie l'exemple de la synthèse du passé et du présent, de la matière et de l'esprit. Ce rêve de synthèse accompagnera Vogüé toute sa vie, ce qui le fera croire profondément à la conciliation entre le cœur et la raison, la tradition et le progrès, l'autocratie et la démocratie, la religion et la science, l'universalisme et le particularisme.
Tout en poursuivant la collaboration commencée en 1875 à la Revue des deux Mondes, il a régulièrement écrit jusqu'à sa mort au Journal des débats, où il avait débuté anonymement par une correspondance de Saint-Pétersbourg en novembre 1884. Engagé dans le rapprochement de Léon XIII avec la Troisième République, il a soutenu le mouvement du catholicisme social et les initiatives françaises aux colonies.
La Collection Nelson a repris ses trois romans, Jean d'Agrève, Le Maître de la mer et Les Morts qui parlent. Description réaliste du fonctionnement des institutions politiques de la Troisième République, ce dernier est le fruit de l'expérience de celui qui fut député de l'Ardèche de 1893 à 1898,.

## Œuvres
- Syrie, Palestine, Mont-Athos, 1876
- Histoires orientales, 1880
- Les Portraits du siècle, 1883
- Le Roman russe, 1886
- Spectacles contemporains, 1891
- Notes sur le Bas-Vivarais, 1893
- Cœurs russes, 1894 (Nouvelles)
- Jean d’Agrève, Armand Colin, 1897
- Les morts qui parlent, Plon, 1899
- Le Maître de la mer, Plon, 1903
- Réponse de M. le vicomte E-M de Vogüé au discours de M. Edmond Rostand, Plon, 1903
- Sous l'horizon, Armand Colin, 1904
- Trois drames de l'histoire de Russie, Armand Colin 1911
- Pages choisies, préface de Paul Bourget, Plon, 1912
- Remarques sur l'Exposition du Centenaire, Plon
- Maxime Gorky, l'Œuvre et l'Homme, éditions Plon, couverture avec le portrait de Gorky
- Souvenirs et visions, éditions Plon
- Sous l'horizon, hommes et choses d'hier, Armand Colin
- Pages d'histoire, éditions Armand Colin
- Le Rappel des ombres, éditions Armand Colin
- Histoire et Poésie, éditions Armand Colin
- Devant le siècle, éditions Armand Colin
- Heures d'histoire, éditions Armand Colin
- Regards historiques et littéraires, éditions Armand Colin
- Spectacles contemporains, éditions Armand Colin
- Journal du vicomte Eugène-Melchior de Vogüé : Paris, Saint-Pétersbourg 1877-1883, publié par Félix de Vogüé, Grasset, Les Cahiers Verts, 1932
- À toute vapeur vers Samarcande, 2015 (Lettres d'Eugène-Melchior de Vogüé de 1888 décrivant les transformations de l’Asie centrale entraînées par la construction du chemin de fer Transcaspien)

### Sources et bibliographie
- René Cagnat, Notice sur la vie et les travaux de M. le marquis de Vogüé, Paris, Auguste Picard éditeur, 1918.
- « Eugène-Melchior de Vogüé », dans le Dictionnaire des parlementaires français (1889-1940), sous la direction de Jean Jolly, PUF, 1960 [détail de l’édition]
- Anna Gichkina, Le Roman russe d'Eugène-Melchior de Vogüé dans l'histoire intellectuelle, spirituelle, politique et culturelle de la France, Thèse de doctorat, Paris, Université Paris-Sorbonne, 2014, 331 p.
- Paul Delsemme, Téodor de Wyzewa et le cosmopolitisme littéraire en France à l’époque du Symbolisme, Bruxelles, Presse universitaire de Bruxelles, 1967.
- Ferréol Delmas, Eugène Melchior de Vogüé. Paradoxes et ambivalences d’un gentilhomme sous la Troisième République, Paris, 2020, Sorbonne Université, 150 pages, Mémoire de master en histoire contemporaine